# Michael Max (Theologe)
Michael Max (* 18. September 1970 in Gmunden, Oberösterreich) ist ein österreichischer Geistlicher und Theologe. Seit 1. September 2020 ist er Rektor des Päpstlichen Instituts Santa Maria dell’Anima in Rom.

## Leben
Michael Max studierte Theologie und empfing 1996 die Priesterweihe. Er leitete seit 1. September 2005, zunächst als Pfarrprovisor, seit September 2006 als Pfarrer die Flachgauer Stadtpfarre Neumarkt am Wallersee. Außerdem war er für die Erzdiözese Salzburg als Liturgiereferent tätig, Feuerwehrkurat der Feuerwehr Neumarkt, Vorstandsmitglied im Priesterrat und geistlicher Assistent der katholischen Frauenbewegung der Erzdiözese Salzburg. Am Päpstlichen Athenaeum Sant’Anselmo in Rom absolvierte er ein Theologiestudium und war von 2003 bis 2005 als Student Vizerektor des päpstlichen Institutes Santa Maria dell’Anima in Rom. Am Institut Catholique de Paris in Paris wurde er 2006 zum Doktor der Liturgiewissenschaft promoviert.
Am 1. Oktober 2008 wurde Michael Max in der Sitzung des Europäischen Priesterrates (CCPE) in Basel zu dessen neuem Präsidenten gewählt. Er löste den Schweizer Christian Schaller, Pfarrer in Binningen bei Basel, ab. Die europaweite Vernetzung der Priester ist das Hauptanliegen des neuen Präsidenten. Ganz Europa sei kirchlich eine Baustelle, meint der Flachgauer Pfarrer und nennt zum Beispiel die Pfarrverbände und die Überalterung im Priesterberuf.
Im Dezember 2019 wurde bekannt, dass er mit 1. September 2020 Franz Xaver Brandmayr als Rektor des päpstlichen Institutes Santa Maria dell’Anima in Rom nachfolgen soll. Als Rektor des Bildungszentrums St. Virgil Salzburg folgte ihm im Herbst 2020 Franz Gmainer-Pranzl nach. Die offizielle Inauguration von Michael Max fand am 13. November 2021 statt. Dem festlichen Gottesdienst in Santa Maria dell’Anima stand der Erzbischof von Salzburg und „Primas Germaniae“, Franz Lackner OFM, vor; Konzelebranten waren der Erzbischof von Bamberg, Ludwig Schick, und der Bischof von Basel, Felix Gmür.
Seit 2017 ist er Ehrenmitglied der katholischen Studentenverbindung KSHV Lodronia Salzburg im ÖCV und seit 2021 Mitglied der KAV Capitolina Rom im CV.